# 皇朝实录
《皇朝实录》，共有七十卷，是辽代重要的国史资料，辽末耶律俨编纂。乾统三年（1103年），辽天祚帝命监修国史耶律俨纂修辽太祖诸帝实录。俨撰成70卷，称《皇朝实录》，成为后来元朝编修《辽史》的重要依据。